# HMS Seraph (P219)
Lo HMS  Seraph (P219) è stato un sottomarino della Royal Navy britannica, varato il 25 ottobre 1941. Appartenente alla classe S, svolse parecchie missioni speciali collegate all'attività dei servizi segreti o di infiltrazione di forze speciali durante la seconda guerra mondiale.

## Seconda guerra mondiale
Varato a guerra iniziata, ebbe come prima missione il supporto all'operazione Torch, facendo una ricognizione periscopica della costa del Nord Africa nelle ultime due settimane del 1942 al comando del capitano di corvetta (lieutenant commander) Norman "Bill" Jewell. Al ritorno, portò il vice del generale Eisenhower, il generale Mark Clark sempre in Nord Africa per negoziati segreti con i rappresentanti della Francia di Vichy.
Altra operazione molto importante fu l'operazione Mincemeat ("carne trita" in lingua inglese), un piano condotto nella primavera del 1943 dai servizi segreti britannici allo scopo di far credere all'esercito nazista che sarebbero avvenuti degli sbarchi alleati in Grecia e Sardegna, e che la Sicilia sarebbe stata utilizzata come diversivo per distrarre le forze dell'asse dai veri obiettivi principali (sbarco in Sicilia). Per questo il sottomarino fece ritrovare un cadavere vestito da ufficiale dei Royal Marines con falsi documenti fuorvianti per i comandi italo-tedeschi e false lettere autografe di generali alleati.

## Dopoguerra

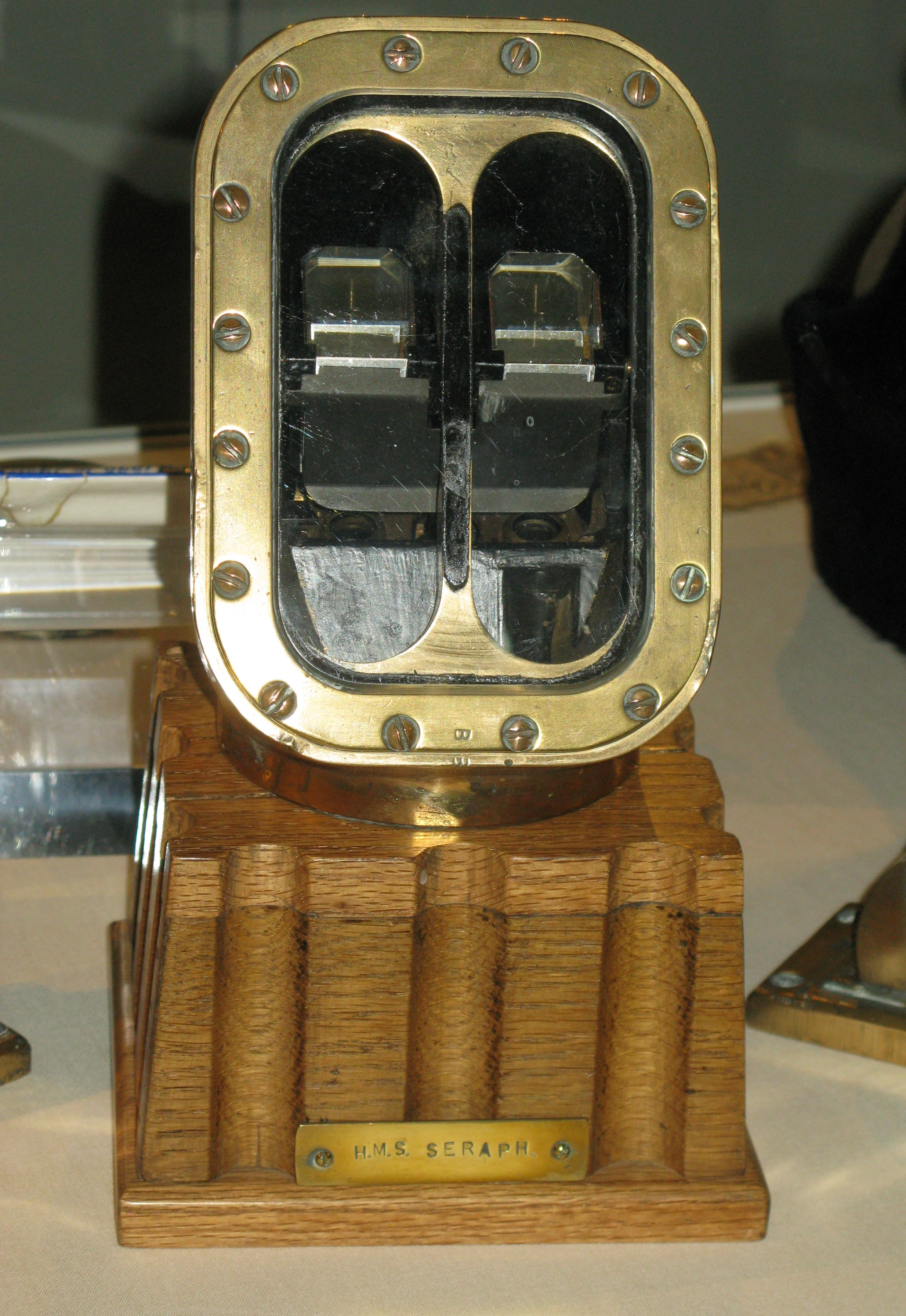
La testa del periscopio di navigazione della HMS Seraph

La nave restò operativa, prevalentemente nel Mediterraneo, fino al 1955, quando fu attrezzato con piastre d'acciaio come armatura ed utilizzato come bersaglio per siluri, rimanendo in servizio in quel ruolo fino al 25 ottobre 1962. Venne smantellata dopo che il 20 dicembre 1962 vennero rimosse a scopo museale il periscopio di navigazione e un portello di tubo di lancio dei siluri, portati a The Citadel, nel Sud Carolina (Stati Uniti); essendo questa una base della marina statunitense, vicino agli oggetti sventolano due bandiere di guerra, quella della US Navy e quella della Royal Navy, a simboleggiare la cooperazione tra le due marine durante la seconda guerra mondiale, unica installazione costiera statunitense dove l'Ammiragliato britannico ha autorizzato l'uso della bandiera.